# تورلاند
تورلاند (به آلمانی: Thurland) یک منطقهٔ مسکونی در آلمان است که در راگون-یسنیتس واقع شده‌است. تورلاند ۴۳۴ نفر جمعیت دارد.